# Mount Harrington (Viktorialand)
Mount Harrington ist mit 2610 m einer der höchsten Berge am östlichen Ende der Victory Mountains im ostantarktischen Viktorialand. Er ragt 8 km südwestlich des Mount Northampton an der Westflanke des Whitehall-Gletschers auf.
Das New Zealand Antarctic Place-Names Committee benannte ihn 1960 nach dem Geologen Hilary James Harrington (1924–2005), der zwischen 1957 und 1958 eine Kampagne der New Zealand Geological Survey Antarctic Expedition in dieses Gebiet und von 1958 bis 1959 eine weitere in die Region um den McMurdo-Sund geleitet hatte.